# Spedizione britannica per una rotta aerea Artica

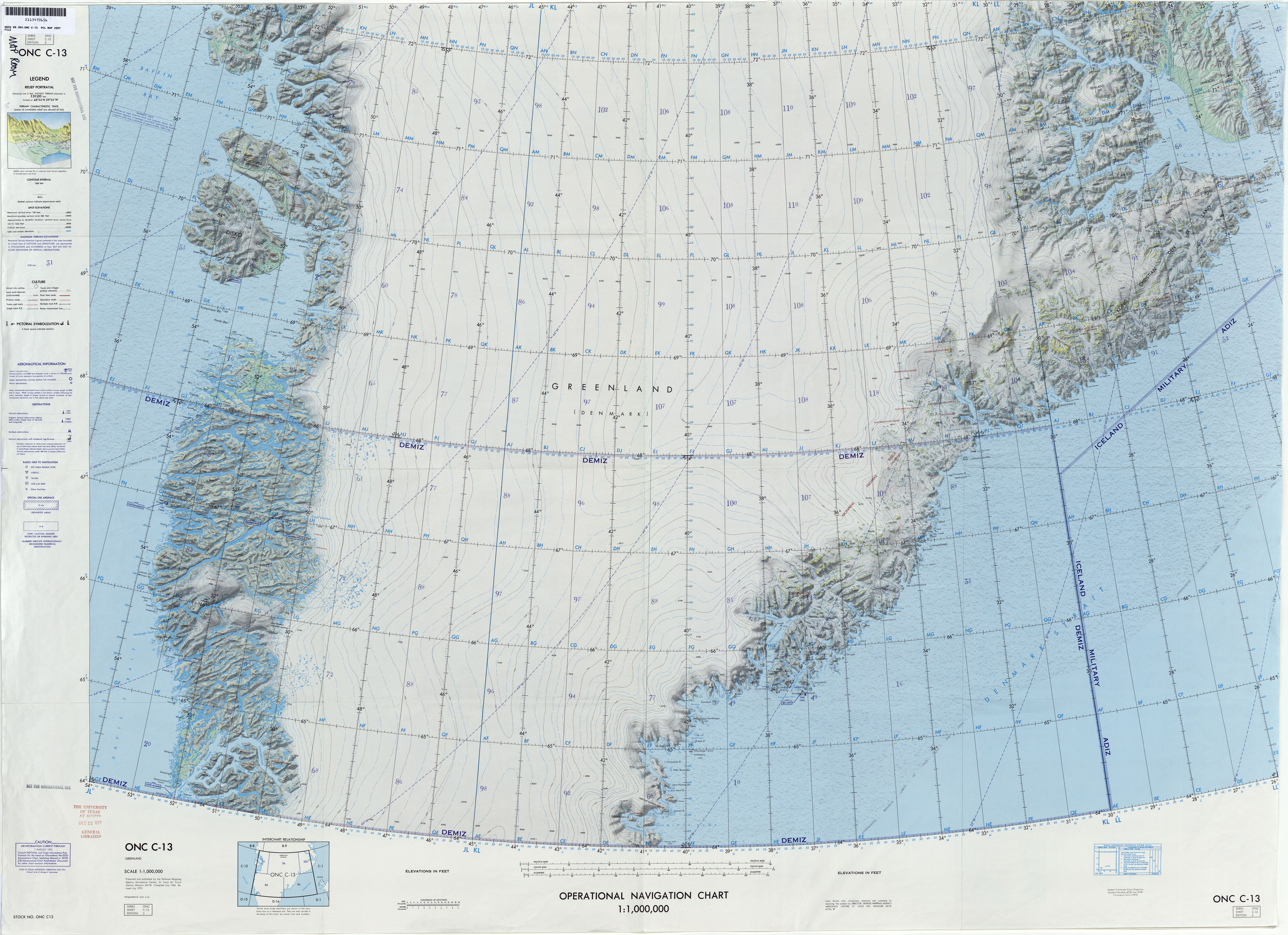
Una mappa della Groenladia prodotta dalla Defense Mapping Agency con indicata, sulla destra, l'area esplorata dalla BAARE.

La spedizione britannica per una rotta aerea artica (in inglese: British Arctic Air Route Expedition, BAARE) è stata una spedizione esplorativa, privatamente sovvenzionata, della costa orientale e dell'entroterra groenlandese svoltasi tra l'estate del 1930 e l'autunno del 1931. 

## Scopo
La spedizione, comandata da Gino Watkins, aveva lo scopo di disegnare mappe più accurate della zona costiera della Groenlandia, fino ad allora solo grossolanamente cartografata, e di raccogliere dati climatici e meteorologici dalla costa all'entroterra inerenti alla cappa di ghiaccio groenlandese durante l'inverno artico. Il tutto era principalmente volto a valutare la possibilità di tracciare una rotta aerea più breve tra Regno Unito e Canada e di costruire una base aerea su suolo groenlandese che fungesse da eventuale scalo; in particolare la rotta proposta avrebbe dovuto attraversare l'Artide sorvolando le Isole Faroe, l'Islanda, la Groenlandia, l'isola di Baffin e la baia di Hudson e giungere finalmente a Winnipeg.
A questa spedizione ne seguì un'altra, di minor durata, la spedizione nella Groenlandia orientale del 1932-33 (in inglese: 1932-33 East Greenland Expedition), comandata dapprima sempre da Watkins e, dopo la morte di quest'ultimo, da John Rymill.

## La spedizione
La spedizione salpò da Londra il 6 luglio 1930 a bordo della nave Quest, uno storico scuna che era già stato usato da Ernest Shackleton nella sua esplorazione del 1921-1922, portandosi dietro due aeromobili, due barche a motore, cani e slitte.
L'equipaggio era composto da 14 membri la cui età media si aggirava attorno ai 25 anni: 
- Gino Watkins (comandante),
- Frederick Chapman (ricognitore e ornitologo),
- John Rymill (ricognitore e pilota),
- Quintin Riley (meteorologo),
- Augustine Courtauld (ricognitore),
- J. M. Scott (incaricato delle slitte),
- Cap. Percy Lemon (operatore radio),
- L. R. Wager (geologo),
- Alfred Stephenson (ricognitore capo)
- Ten. Martin Lindsay (ricognitore),
- Ten. N. H. D'Aeth (pilota e meteorologo),
- W. E. Hampton (secondo pilota),
- Chir. Ten. E. W. Bingham (ufficiale medico),
- H. I. Cozens (assistente pilota e fotografo).[4]

### Campo base
Al loro arrivo in Groenlandia, gli esploratori costruirono il loro quartier generale, un campo invernale situato sulla costa di un fiordo all'incirca 50 km a ovest della cittadina di Tasiilaq, allora conosciuta come  Angmagssalik. Da qui i vari membri effettuarono diversi viaggi esplorativi, i più lunghi dei quali furono effettuati durante l'estate del 1930, sia a bordo della Quest che di un aeromobile, arrivando a mappare dettagliatamente oltre 350 km di costa. L'inverno del 1930 fu trascorso qui dalla maggior parte dei membri della spedizione che crearono contatti con la locale popolazione di Inuit (apprendendo anche tecniche di caccia alla foca che sarebbero tornate utili nelle lunghe missioni di esplorazione) e svolsero ancora missioni esplorative anche se a più corto raggio.
Nella primavera e nell'estate del 1931 si susseguirono altri viaggi esplorativi, durante uno dei quali alcuni degli esploratori riuscirono, combinando viaggi su slitte e kayak, ad attraversare l'intera cappa glaciale arrivando fino alla base di Holsteinsborg, sulla costa occidentale groenlandese.

Un'altra importante scoperta del 1931 fu inoltre quella dell'intrusione di Skaergaard, nella zona del fiordo di Kangerlussuaq, effettuata da Lawrence Wager.

### Stazione Icecap
I dati meteorologici furono raccolti sia presso il sopraccitato campo base che presso una base satellite, la Stazione Icecap, una costruzione appositamente eretta sulla cima della cappa di ghiaccio groenlandese, a circa 2620 m s.l.m, e circa 180 km a ovest del campo base. Un membro della spedizione, Augustine Courtauld, si offrì volontario per svolgere qui il compito di osservatore in solitaria per un turno di tre mesi durante l'inverno del 1930-1931. Nonostante il tempo di permanenza di Courtauld alla base fosse stato preventivato essere di tre mesi, a causa delle avverse condizioni meteorologiche egli rimase da solo per circa cinque mesi; Watkins e altri membri della spedizione tornarono a recuperarlo solo il 5 maggio 1931, proprio quando le riserve di cibo e di carburante del loro compagno (previste per durare tre mesi) stavano ormai per finire. Le osservazioni di Courtauld consentirono di avere i primi set di dati completi sull'entroterra della cappa di ghiaccio groenlandese durante l'inverno polare.

### Conclusione e onorificenze
La spedizione terminò nell'autunno del 1931. I membri della spedizione tornarono in Inghilterra passando prima dalla Danimarca e in entrambe le nazioni furono acclamati come eroi, in particolare Watkins fu insignito a Copenaghen della Medaglia Hans Egede e a Londra della Medaglia del fondatore, un premio assegnato dalla Royal Geographical Society. Tutti i membri della spedizione furono premiati con la Medaglia Polare da Giorgio V, e le loro furono le prime medaglie polari assegnate per esplorazioni dell'Artico dopo 60 anni.